# Chalaza (acarien)
Genre
Chalaza est un genre  d'acariens de la famille des Laelapidae.
Le genre ne compte qu'une seule espèce, Chalaza novena Domrow, 1990, qui est un ectoparasite du kangourou roux (Macropus rufus), un marsupial australien.